# Diplomaragnidae
Diplomaragnidae é uma família de milípedes pertencente à ordem Chordeumatida.

## Géneros
Géneros (lista incompleta):
- Altajosoma Gulička, 1972
- Ancestreuma Golovatch de 1977
- Asiatyla Mikhaljova, 1999